# Chris Christoffels & José Roland
Chris Christoffels & José Roland is een Belgisch kunstenaarsduo dat multidisciplinair werk verwezenlijkt. Chris Christoffels (Hasselt, 16 juni 1950) is componist van eigentijdse klassieke muziek, José Roland (Naast, 30 december 1945) is beeldend kunstenaar. Hun mediakunst behelst tekst, tekening, muziek, videokunst, installatiekunst, dans en theater. Vanaf het concept tot de uitvoering doen ze in de verschillende kunstdisciplines alles samen. Ze wonen en werken in Brussel.

## Artistiek parcours
Chris Christoffels & José Roland ontmoeten elkaar in 1972. Aanvankelijk gaan beide artiesten hun eigen artistieke weg. Naast muzikale creaties ontwikkelt Chris Christoffels na zijn rechtenopleiding aan de Katholieke Universiteit Leuven een productiehuis voor muziek en geluid met een eigen geluidsstudio Thinkntalk (architecten Robbrecht & Daem) en platenlabel TalkieO (poprock, onder meer Puggy). José Roland van zijn kant studeert aan het Institut Saint-Luc Bruxelles, heeft tentoonstellingen en is docent en persverantwoordelijke aan de École de Recherche Graphique. Vanaf 1990 vatten zij hun multidisciplinaire samenwerking aan die hen onder meer leidt naar het Grande Musica in Chiesa Festival (Missa Brevis) in Rome, het Auditorium van het Louvre (Breath Multimedia) in Parijs, het Calouste Gulbenkian Museum in Lissabon en het LACMA in Los Angeles.

## Vroeg werk
Na zijn studies schrijft Chris Christoffels voor uiteenlopende publicaties (Jacques Meuris, Camille De Taeye) en maakt muziek voor nationale en internationale reclame (Gold Lion voor België op het Cannes Lions International Festival of Creativity). Met Excellensis (Play That Beat Publishing - Virgin Records France) creëert hij de Belgische Olympische Hymne voor de Olympische Zomerspelen in Artlanta 1996. 
Persoonlijke tentoonstellingen van José Roland vinden plaats vanaf 1981 (Description d'un monde, Galerie Le Salon d'Art, Bruxelles. Carnets de Dessins, l'ISELP, Bruxelles. Le Rêve du corps, BBL Namur. Dans les Chambres Noires, l'Autre Musée le Nouveau Théâtre de Belgique, Bruxelles. Paraboles, Le Bâteau Ivre, Redu. Clartés à Feyrère, Clarus, Bruxelles. Transfigurés, Galerie Tête d'Or, Bruxelles. Les Hommes de Feuilles, BBL, Mons. La Chanson de Roland, Librairie Ancre Rouge, Vilvoorde. Sainte-Victoire, Zeuxis Studio, Bruxelles, aangekocht door de Franse Gemeenschap). Voor Passport, het inflight-magazine van Sabena levert hij alle illustraties. In 1982 schenkt de Unie van de filmkritiek zijn werk Saint-Michel aan Mel Brooks (producer van de film The Elephant Man van David Lynch. Hetzelfde jaar verschijnt zijn Postcard 'Grand Verre' in de film This is not Brussels voor de Europese televisiereeks van cineast Benoît Lamy.

## Samenwerking
Sinds hun artistieke samenwerking in 1990 creëren Chris Christoffels & José Roland een fictieve wereld. Wars van conventies maken zij geluidsinstallaties. Missa Brevis is een sacrale compositie voor groot orgel, 9 strijkinstrumenten en 4 klassieke zangers in een lichtinstallatie waarvan de kleuren naar gotische glasramen verwijzen. InstruMENTAL is de installatie van een immens brein op het dak van het muziekinstrumentenmuseum dat 's nachts als een blauwe wolk boven Brussel zweeft. Een aanpak die zij als Alice in Wonderland ook met minuscule en reuzenzwammen bij 'Sporae.So much rooms' in het Europees Centrum voor Beeldhouwkunst in het Tournay-Solvaypark toepassen.

## Werken

### Visuele kunst
- 2023 - Peace, please. Videokunst voor het Kyiv Investment Forum, Stadhuis Brussel
- 2018 - Locked-in syndrom. Installatie, Gare des Guillemins, Luik
- 2015 - Sporae. So much rooms. Muziek en video-installatie, Europese Ruimte voor Beeldhouwkunst, Tournay-Solvaypark, Bosvoorde[3][4][5]
- 2013 - Masterworks. Overeenkomst kunstvoorwerpen en kunstverzamelaars. Video BRAFA13, Brussel
- 2009 - InsruMENTAL. Multidisciplinaire kunstinstallatie, Muziekinstrumentenmuseum, Kunstberg Brussel
- 2007 - Writing Dance. Videokunst triptiek, Project(or) Art Fair, Rotterdam
- 2007 - Aube Multimedia. Strijkkwintet en installatie, Error#7 Antwerpen
- 2007 - Point-Zeroo. Videokunst in de openbare ruimte, BRX Bravo Festival, Centraal Station, Brussel[6]
- 2006 - LettreVIDEOBRIEF. Aan koning Albert en koningin Paola voor hun 15-jarig jubileum. Brussel
- 2006 - Ailés à L.A. Multidisciplinair kunstwerk, LACMA en de residentie van de Belgische consul in Los Angeles[7]
- 2006 - Vitrail/Vitrine. Lichtinstallatie in de openbare ruimte, Nuit Blanche Brussel[8]
- 2003 - Béjart en Mouvements, multimedia-installatie, La Maison du Spectacle La Bellone, Bozar

### Muziek
- 2019 - Les sept péchés capitaux. Compositie voor groot orgel, Nuit Blanches Paris, Chapelle des Spiritains, Parijs[9][10][11]
- 2011 - Homère à Saint-Omer. Musée de l'Hôtel Sandelin, compositie voor piano en 2 zangers/kunstinstallatie, Saint-Omer
- 2011 - Breath. Compositie voor piano en klarinet/videokunst, Auditorium du Louvre, Parijs
- 2009 - Cittá Pietrasanta. Compositie voor groot orkest en lichtinstallatie, Pietrasanta in Concerto Festival, Italië
- 2004 - Bue Shell. Compositie en lichtinstallatie, Contemporary Music Festival Emergence, Brussel
- 2002 - Missa Brevis. Sacrale muziekcompositie en lichtinstallatie, Sint-Michiel en Goedele Kathedraal Brussel, Festival Musica in Chiesa, Rome en Koninklijk Muziekconservatorium Brussel[12]
- 2000 - Danse d'Images/Hommage à Maurice Béjart, videoconcert voor 4 zangers, 4 muzikanten en 1 danser, Fiocco Zaal, Koninklijke Muntschouwburg

### Podiumkunsten
- 2015 - Novos Exploradores. Multimedia performance, 2 dansers, 1 zanger, videokunst. Musée Gulbenkian, Lissabon
- 2013 - Exploradores. Multimedia performance, 2 dansers en videokunst. Palacio da Bolsa, Porto[13]
- 2012 - Look at the silence. Muziekcompositie en voorstelling voor 2 acteurs met gebarentaal, Brussel
- 2010 - Theseus. A Timeless Myth. Kameropera, 4 zangers, 2 dansers, video, Cultureel Centrum van Ukkel[14][15][16]
- 2009 - Midnight Blue. Muziek, compositie voor strijkkwintet, 1 zanger, 2 dansers, videokunst, Brigittinenkapel l, Brussel
- 2004 - Way Out Theseus. Videokunst en Performance, 1 zanger, 3 dansers, Cultureel Centrum van Ukkel